# ヌルラト
座標: 北緯54度26分 東経50度48分 / 北緯54.433度 東経50.800度

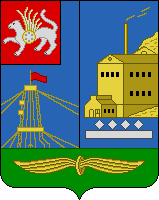
ヌルラトの紋章

ヌルラト（ロシア語: Нурла́т、ラテン文字表記の例: Nurlat）、またはノルラト（タタール語: Норлат, Norlat）はロシアのタタールスタン共和国南部にある都市。サマーラ州との境界に近い。ブグリマ＝ベレベーイ丘陵からサマーラ方面へ流れるソク川の支流、コンドゥルチャ川の岸に建つ。
タタールスタンの首都カザンからは南東へ268km。ヌルラトスキー地区の行政中心地でもある。人口は2002年国勢調査で32,527人（1989年ソ連国勢調査では23,507人）。

## 歴史
19世紀、今日の市街地とは異なる場所にヌルラトの村があった。1905年にシンビルスク（現在のウリヤノフスク）＝ブグリマ＝チシムィ（バシコルトスタン共和国）＝ウファ間のヴォルガ・ブグリマ鉄道の建設が始まり、将来のヌルラト駅に当たる場所に集落ができた。鉄道は1914年に開通した。現在のヌルラトは、ヌルラト駅周辺にできた集落を基とする。
駅前の集落は1930年代に都市型集落となり、周囲の村落を吸収して大きくなった。1961年には市の地位を与えられた。

## 文化・産業・交通
ヌルラト地区のクルバイェヴォ＝マラッサ村には、1988年にガブドゥッラー・カリエフ博物館ができた。この博物館は地元生まれの劇作家・俳優でタタール国民劇場を創設したガブドゥッラー・カリエフ（1886年-1920年、本名 Миңлебай Хәйрулла углы）を記念する。
ヌルラトは油田地帯にあり、主な企業にはタタールスタン共和国の石油会社タトネフチの子会社・ヌルラトネフチのほか、タトリテクネフチ、コンドゥルチャネフチなどがあり、いずれも石油採掘など石油関連工業に関わっている。その他、機械工業、建設工業、食品工業（砂糖や食肉）などの工場が建つ。